# Grad Louvre
Grad Louvre (nemško Château fort du Louvre), znan tudi kot srednjeveški Louvre (nemško Louvre médiéval), je bil grad (nemško château fort), ki ga je zgradil francoski kralj Filip II. na desnem bregu reke Sene, da bi okrepil mestno obzidje, ki ga je zgradil okoli Pariza. Med letoma 1528 in 1660 so jo postopoma porušili, da bi naredili prostor za razširjeno Louvrsko palačo.

## Zgodovina

### Trdnjava
Pred svojim odhodom v tretjo križarsko vojno leta 1190 je kralj Filip II. želel zaščititi svojo prestolnico Pariz pred vpadi, zlasti iz manj kot 100 km oddaljene Normandije, ki je bila v angleški lasti, pri čemer se še vedno spominjajo na vikinško obleganje Pariza leta 845. Ukazal je gradnja novega mestnega obzidja, poznanega že kot zid Filipa II. Avgusta, ki se je začel leta 1190 na desnem bregu. Trdnjava je bila v tlorisu skoraj kvadratna (78 m x 72 m), obdana z 10 m širokim jarkom, napolnjenim z vodo iz bližnje reke Sene. Okrepljeno je bilo z desetimi obrambnimi stolpi, na vogalih in na sredini vsake strani, s stolpoma dvojčkoma, ki sta branila ozka vrata na južni in vzhodni strani, zaščitena z dvižnimi mostovi. Dve dodatni stavbi, v kateri sta bili garniziji in arzenali, sta bili zunaj obzidja, zahodno oziroma južno od osrednjega dvorišča.
V središču dvorišča je bila okoli leta 1200 zgrajena utrdba, imenovana veliki stolp (Grosse Tour du Louvre). Šlo je za krožno strukturo s premerom 15,6 m in višino 30 m, z obzidjem debelim 4,25 m ob dnu. Obdajal jo je jarek, širok 9 m in globok 6 m. Ta jarek je bil suh in tlakovan z velikimi nepravilnimi kamni. Prečkal ga je dvižni most, katerega notranji lok je bil vgrajen v kamen, da bi zmanjšal nevarnost požara. Trdnjava je imela stožčasto streho iz skrilavca nad mašikulacijo. Imel je tudi vodnjak in velik rezervoar za podporo dolgim obleganjem ter kapelo v notranjosti. Izbira okrogle namesto kvadratne ali pravokotne trdnjave je bila iz vojaških razlogov, ker so napadalci lažje podrli zid pod koti kvadratnih stolpov v primerjavi z okroglimi stolpi.

### Kraljeva rezidenca
Louvre se je postopoma oddaljil od svoje prvotne izključno vojaške funkcije.  Ludvik IX. je dal v letih 1230–1240 zgraditi nove prostore brez pravega obrambnega namena, vključno s slavnostno sobo, ki je bila pozneje znana kot Salle Saint-Louis. Louvre je v nemirnih časih 14. stoletja občasno postal rezidenca. Do sredine 14. stoletja je Pariz močno prerasel zidove Filipa II. Étienne Marcel je začel graditi novo mestno obzidje bolj proti zahodu, ki ga je kralj Karel V. (1364-1380) dokončal, pozneje znan kot Zid Karla V. Kmalu po tem, ko je postal kralj, je Karel sprožil veliko preobrazbo Louvra v prestižno kraljevo rezidenco. Njegov arhitekt Raymond du Temple je dodal zgornja nadstropja, okna, stolpe, izklesano okrasje in vrtove. Karel V. je preuredil severozahodni stolp, prej znan kot Tour de la Fauconnerie (Sokolarstvo), v prvo francosko kraljevo knjižnico, ki je vsebovala več kot devetsto rokopisov.
Med stoletno vojno so angleški vojaki, ki jim je poveljeval Henrik V., ki je bil zaveznik Burgundcev, ki so nadzorovali Pariz, vstopili v mesto. Decembra 1420 so Angleži brez boja zasedli grad Louvre. Tam so našli Pariz, uničen zaradi državljanske vojne in pomanjkanja, in tam ostali do leta 1436.

### Rušenje in obnova
Leta 1525 je bil Franc I. Francoski poražen v Paviji in zaprt. Med njegovim ujetništvom se je sodišče vmešavalo v kraljeve odločitve z uporabo svojega droit de remontrance (pravica do ugovora v francoščini). Poleg tega sta teološka fakulteta in pariški parlament začela kazati nekaj neodvisnosti. Kralj je imel 24., 26. in 27. julija 1526 lit de justice, med katerim je pokazal svojo avtoriteto in se odločil, da bo prevzel nazaj svoje kraljestvo in grad Louvre postavil za glavno rezidenco v Parizu. Kot simbol svoje oblasti je leta 1528 ukazal porušiti ječo, da bi zgradil palačo v italijanskem slogu. Leta 1546 je arhitektu Pierru Lescotu naročil, naj zgradi sodobno palačo v duhu renesančne arhitekture z velikim hôtel particulier in slavnostnimi prostori. Po Francvi smrti leta 1547 je njegov sin Henrik II. Francoski nadaljeval delo Pierra Lescota. Med decembrom 1546 in marcem 1549 je dal porušiti zahodno steno za izgradnjo plesne dvorane in južno steno za postavitev kraljevega paviljona (1553–1556), v katerem so bili kraljevi apartmaji in majhna galerija.
Po smrti Henrika II. je njegova vdova Katarina Medičejska nadaljevala z razvojem južnega krila za svoja stanovanja. Od leta 1564 naprej je dala prednost gradnji nove Tuilerijske palače in vzpostavitvi velikega renesančnega vrta.
Pod Henrikom III. je Louvre postal prostor za kraljeve družine, kraj zabave in prizorišče zgodovinskih dogodkov, kot je poroka bodočega francoskega kralja Henrika IV. z Margareto Valoiško, ki je privedla do pokola na dan sv. Jerneja leta 1572.
Med svojo vladavino je Henrik IV. uničil preostale elemente na južni strani, vključno z jarkom, da bi zgradil Grande galerie (v francoščini Velika galerija), ki povezuje Louvre in Tuilerije. To je bilo dokončano leta 1610. Prav tako je začel graditi Cour Carrée na podlagi obstoječega krila Lescot. Površina je bila štirikrat večja od prvotnega srednjeveškega dvora. Uničenih je bilo tudi nekaj stavb med obema palačama. Ta projekt, imenovan le Grand Dessein (veliki dizajn v francoščini), je imel tudi vojaško funkcijo z vzpostavitvijo pokrite poti med Louvrom in Tuilerijami zunaj mestnega obzidja. Henrik IV. je ustvaril to pot, če bi moral med nemiri pobegniti na konju.
Da bi utrdil svojo oblast, je mladi Ludvik XIII. 24. aprila 1617 pri vhodnih vratih, ki povezujejo grad z mestom, umoril Concina Concinija, ljubljenca svoje matere Marije Medičejske.
Ludvik XIII. je porušil severni del srednjeveškega ograjenega prostora, da bi razširil krilo Lescot v tej smeri in tako zagotovil simetrijo. Vzhodni del je porušil Ludvik XIV. Francoski, da bi omogočil gradnjo kolonade Louvre.
- Louvre na sliki Sijajni horarij vojvode Berrijskega, 1410.
- Louvre na oltarju Parlement de Paris, sredina 15. stoletja
- Pogled na Louvre z juga, slika na Pietà Saint-Germain-des-Prés, konec 15. stoletja
- Upodobitev na Merianovem zemljevidu Pariza, 1615

## Načrti in rekonstrukcije
- Zemljevid Louvra pod Karlom V. Eugèna Viollet-le-Duca (1856; zgoraj usmerjen proti jugu in spodaj proti severu)
- Zemljevid srednjeveškega Louvra, avtor Adolphe Berty (1866)
- Zemljevid Louvra leta 1380, avtor Theodor Josef Hubert Hoffbauer (ok. 1880)
- Zemljevid Louvra leta 1380, avtor Theodor Josef Hubert Hoffbauer (ok. 1880)
- Zemljevid Louvra leta 1595, avtor Theodor Josef Hubert Hoffbauer (ok. 1880)
- Grad z juga in reka Sena okoli leta 1200, kot si ga je zamislil Louis-Pierre Baltard okoli leta 1800
- Rekonstrukcija srednjeveškega Louvra grof de Clarac (1826)[8]
- Rekonstrukcija Eugèna Viollet-le-Duca (1856)
- Viollet-le-Ducova rekonstrukcija Grande Visa (1856)
- Rekonstrukcija Theodorja Josefa Huberta Hoffbauerja (ok. 1880)
- Še en pogled na Louvre leta 1380, kot ga je rekonstruiral Hoffbauer (pribl. 1880)
- Maketa Louvra po preobrazbi Karla V., postavljena leta 1989 v podzemne prostore z ostanki gradu
- Najnovejši računalniški model Grande Vis

## Izkopanine in ostaline
V 19. stoletju je bilo ugotovljeno, da ječa, skupaj z dvema od štirih zidov, ni bila popolnoma porušena, ampak so namesto tega kamne z zidov odstranili, da bi zapolnili jarke v pripravah na gradnjo palače Louvre. Mnogi ljudje se ne zavedajo, da je srednjeveški Louvre vključeval ječo, vendar so v Louvru razstavljeni ostanki.
Med gradnjo muzeja Louvre so bili temelji stolpa in obe steni očiščeni. Rezultat velikega izkopavanja je bilo odkritje na stotine vsakdanjih življenjskih predmetov. Zdaj so dostopni javnosti v zbirki Srednjeveški Louvre, ki predstavlja spodnjo sobo (danes znano kot Salle Saint-Louis) in predmete, najdene med izkopavanji (majhne igre, vrči, bučke, ...).
- Prvo izkopavanje srednjeveškega Louvra, ki ga je izvedel Adolphe Berty leta 1866
- Izkopavanja Louvrskega stolpa v 1980-ih
- Ostanki kletne etaže Louvra, obnovljeni in odprti za javnost v 1980-ih
- Salle Saint-Louis, fotografirana leta 2014
- Keramika, odkrita med izkopavanji v 1980-ih
- Domine, kocke in druge igre